# 弗拉基米尔·斯维亚托斯拉维奇 (诺夫哥罗德)
弗拉基米尔·斯维亚托斯拉维奇（羅馬化：Vladimir Svyatoslavich；？—1201年），留里克王朝的诺夫哥罗德公爵（1180年~1182年在位）。
弗拉基米尔·斯维亚托斯拉维奇是切尔尼戈夫王公斯维亚托斯拉夫·弗谢沃洛多维奇的儿子。在1174年弗拉基米尔-苏兹达尔王公安德烈·博戈柳布斯基去世后，罗斯的王公们为争夺最高权力展开了激烈的争夺。斯维亚托斯拉夫·弗谢沃洛多维奇企图让当时寄居在切尔尼戈夫的安德烈·博戈柳布斯基之弟米哈伊尔·尤里耶维奇取得弗拉基米尔大公公位，于是派遣弗拉基米尔·斯维亚托斯拉维奇率领一支军队去支援米哈伊尔。1176年米哈伊尔去世，弗拉基米尔·斯维亚托斯拉维奇又被父亲派去帮助安德烈·博戈柳布斯基的另一个弟弟弗谢沃洛德·尤里耶维奇获得大公公位；在他的支持下，弗谢沃洛德彻底粉碎了反对他的梁赞王公格列布·雅罗斯拉维奇的军队。然后，为了巩固斯维亚托斯拉夫与弗谢沃洛德之间的联盟，弗拉基米尔·斯维亚托斯拉维奇遵从父命与弗谢沃洛德的侄女（米哈伊尔·尤里耶维奇的女儿）结婚（1180年）。在同一年，弗拉基米尔·斯维亚托斯拉维奇成为了诺夫哥罗德的王公。
然而，弗拉基米尔·斯维亚托斯拉维奇与弗谢沃洛德的同盟关系很快破裂了。在弗谢沃洛德与梁赞的第二次战争中，弗拉基米尔因为与弗谢沃洛德意见分歧而引发了两位王公之间的冲突。弗拉基米尔·斯维亚托斯拉维奇与父亲（当时是基辅大公）合兵，摧毁了伏尔加河沿岸的所有城市；但是在弗谢沃洛德·尤里耶维奇率大军赶来后，双方僵持不下。最后诺夫哥罗德人背叛了弗拉基米尔·斯维亚托斯拉维奇，他们放逐了他，迫使他在1182年同意按弗谢沃洛德的条件实现和平，并且失掉了公位。
1184年弗拉基米尔·斯维亚托斯拉维奇投奔保加利亚人，几乎引起弗谢沃洛德的另一次讨伐，但最后不了了之。1201年秋天弗拉基米尔·斯维亚托斯拉维奇去世了。
| 前任： 姆斯季斯拉夫·罗斯季斯拉维奇 | 诺夫哥罗德公爵 | 继任： 雅罗斯拉夫·弗拉基米罗维奇 |